# معهد البحرين للتنمية السياسية
معهد البحرين للتنمية السياسية (بالإنجليزية Bahrain Institute for Political Development ) هو معهد وطني بحريني يتبع مجلس الشورى ويعني بمجالات التنمية السياسية. تأسس بموجب المرسوم رقم (39) لسنة 2005م، ويرتكز مجال عمله على نشاط التدريب بهدف نشر ثقافة الديمقراطية ودعم وترسيخ مفهوم مبادئها، ورفع مستوى الوعي السياسي والتنموي.
يرأس المعهد مجلس أمناء يتكون من نخبة من الشخصيات الوطنية والأكاديمية، ويتم تعيينهم بموجب أمر ملكي.
يتكون مجلس أمناء المعهد برئاسة علي بن محمد الرميحي وزير شؤون الإعلام وعضوية كل من:
- مي بنت سليمان العتيبي. نائباً للرئيس.
- خليفة بن علي الفاضل.
- محمد إبراهيم السيسي البوعينين.
- غازي فيصل آل رحمة.
- بسام إسماعيل البنمحمد.
- ابتسام محمد صالح الدلال.
- حورية عباس الديري.
- مها صالح حسين آل شهاب. [2]

إضافة لايمان جناحي المدير التنفيذي ، والمستشار السياسي خالد فياض. 

## إصداراته
أهمها :

قاموس المصطلحات السياسية، عام 2014 ، 67 صفحة. 
معوقات المشاركة الانتخابية للمرأة، 40 صفحة. 
الموقع الرسمي لمعهد البحرين للتنمية السياسية